# The Children of Kings
The Children of Kings (cu sensul de Copiii Regilor) este un roman științifico-fantastic (de fantezie științifică) space opera din 2013 al scriitoarei americane Marion Zimmer Bradley scris împreună cu Deborah J. Ross, a 28-a carte din Seria Darkover.
Marion Zimmer Bradley a scris o povestire numită „The Children of Kings” în anii 1950 și a publicat un fragment în Astra's Tower Leaflet numărul în din 1952. Este posibil să fi fost publicat integral într-un fanzin. În notele sale despre această carte, Deborah Ross discută despre dezvoltarea acestui roman, dar nu face nicio referire la povestirea anterioară a lui Bradley.
The Children of Kings face parte din Seria Darkover care are loc pe planeta fictivă Darkover din sistemul stelar fictiv al unei gigante roșii denumită Cottman. Planeta este dominată de ghețari care acoperă cea mai mare parte a suprafeței sale. Zona locuibilă se află la doar câteva grade nord de ecuator.

## Vezi și
- 2013 în științifico-fantastic